# Charmoy, Saône-et-Loire
Charmoy este o comună în departamentul Saône-et-Loire, Franța. În 2009 avea o populație de 270 de locuitori.

## Evoluția populației
| An        | 1975 | 1982 | 1990 | 1999 | 2006 | 2009 |
| --------- | ---- | ---- | ---- | ---- | ---- | ---- |
| Populație | 311  | 262  | 282  | 279  | 247  | 270  |